# Luka (Myrhorod)
Luka (ukrainisch und russisch Лука, polnisch Łuka) ist ein Dorf im Norden der ukrainischen Oblast Poltawa mit etwa 1500 Einwohnern (2001).

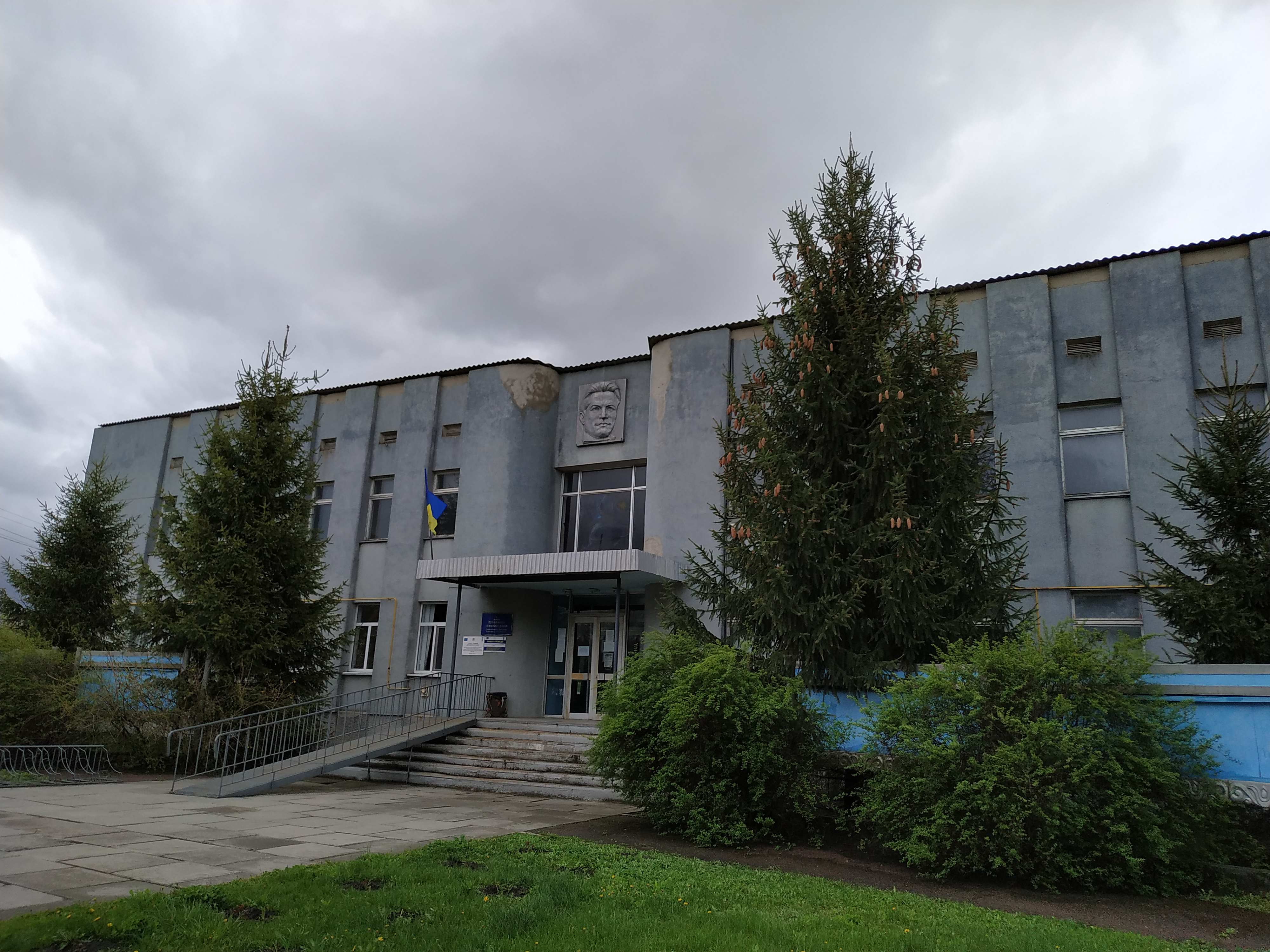
Verwaltungszentrum im Ort

Das erstmals 1703 schriftlich erwähnte Dorf
liegt am linken Ufer der Sula, einem linken Nebenfluss des Dnepr, 21 km nördlich vom ehemaligen Rajonzentrum Lochwyzja und 170 km nordwestlich vom Oblastzentrum Poltawa.
Am 12. Juni 2020 wurde das Dorf ein Teil der Stadtgemeinde Lochwyzja, bis dahin bildete es zusammen mit dem 3 km östlich, an der Regionalstraße P–60, liegenden Dorf Juskiwzi (Юсківці) die gleichnamige Landratsgemeinde Luka (Лучанська сільська рада/Lutschanska silska rada) im Norden des Rajons Lochwyzja.
Am 17. Juli 2020 kam es im Zuge einer großen Rajonsreform zum Anschluss des Rajonsgebietes an den Rajon Myrhorod.